# Associazione Calcio Crema 1942-1943
Questa voce raccoglie le informazioni riguardanti l'Associazione Calcio Crema nelle competizioni ufficiali della stagione 1942-1943.

## Rosa
| N. |                   | Ruolo | Calciatore         |
| -- | ----------------- | ----- | ------------------ |
|    | Italia (bandiera) | A     | Giuseppe Aliprandi |
|    | Italia (bandiera) | P     | Luigi Banfi        |
|    | Italia (bandiera) | C     | Carlo Battaglia    |
|    | Italia (bandiera) | A     | Pietro Braguti     |
|    | Italia (bandiera) | A     | A. Brambilla       |
|    | Italia (bandiera) | A     | Achille Casanchini |
|    | Italia (bandiera) | D     | Arsenio Dacquati   |
|    | Italia (bandiera) | A     | Guido Dossena      |

| N. |                   | Ruolo | Calciatore        |
| -- | ----------------- | ----- | ----------------- |
|    | Italia (bandiera) | A     | V. Fiameni        |
|    | Italia (bandiera) | A     | S. Martelli       |
|    | Italia (bandiera) | P     | Santo Mombelli    |
|    | Italia (bandiera) | C     | C. Moreschi       |
|    | Italia (bandiera) | A     | Giovanni Moretti  |
|    | Italia (bandiera) | A     | Gianfranco Parati |
|    | Italia (bandiera) | D     | Antonio Piloni    |
|    | Italia (bandiera) | C     | Ugo Sallustio     |